# Zamarada exarata
Zamarada exarata là một loài bướm đêm trong họ Geometridae.